# Zarzecze (Domatków)
Zarzecze – przysiółek wsi Domatków w Polsce położona w województwie podkarpackim, w powiecie kolbuszowskim, w gminie Kolbuszowa. 
W latach 1975–1998 przysiółek administracyjnie należał do województwa rzeszowskiego.
Zarzecze należy do parafii Miłosierdzia Bożego, należącej do dekanatu Kolbuszowa Zachód, diecezji rzeszowskiej.